# 아말라 아키네니
아말라 아키네니(힌디어: अमाला अक्किनेनी, 영어: Amala Akkineni, 1967년 9월 12일 ~ )는 인도의 배우, 댄서, 동물보호 운동가이다.